# Kyō no Kira-kun
Kyō no Kira-kun (きょうのキラ君? lett. "La giornata di Kira-kun") è un manga scritto e disegnato da Rin Mikimura per la rivista Bessatsu Friend di Kōdansha dal 2012 al 2014 e poi raccolto in nove volumetti tankōbon.
Nel 2017 la storia è stata adattata anche in un film live action che è stato reso pubblico il 25 febbraio.

## Trama
La liceale Ninon Okamura, di origini per metà francesi, è una ragazza estremamente timida ed introversa che non si relaziona col mondo circostante. Fuori da casa è praticamente muta e comunica solo con i suoi genitori e il pappagallo Sensei, il quale si esprime in un dialetto del Kansai. Yuji Kira è invece un coetaneo della ragazza estremamente solare e popolare a scuola, frequenta sempre con il sorriso le lezioni ed esce con varie ragazze. I due sono vicini di casa e i rispettivi genitori molto amici, ma non si sono mai parlati né frequentati. Un giorno però Ninon scopre un segreto importante che lo riguarda: Kira è infatti malato di cuore in modo terminale e non ha molte prospettive davanti a sé, la ragazza decide quindi di sforzarsi per entrare a far parte della vita del ragazzo e renderla speciale ogni giorno. Tra i due coetanei si svilupperà prima una forte amicizia e poi un sentimento romantico che sboccerà timidamente in mezzo alle difficili circostanze che li circondano.
Kira frequenterà per un breve periodo l'infermiera scolastica Shio e l'ambiguità del rapporto con Rei Uchiha, ex compagna di ospedale, renderà complicato il rapporto con Ninon, la quale diventerà gelosa della rivale. La situazione si ingarbuglierà ulteriormente quando uno degli amici di Kira, Kazuhiro, si prenderà più volte gioco di Ninon fino a quando scopriranno che il vero intento del ragazzo è quello di fare colpo su di lei, non conoscendo i sentimenti di Kira. In seguito Rei e Kazuhiro inizieranno a conoscersi e, infine, si innamoreranno a loro volta.
Col tempo la malattia di Kira si aggrava sempre di più, il ragazzo deve recarsi oltreoceano per ricevere le cure necessarie, ma le spese mediche sono molto onerose e la sua famiglia non può permettersele, finendo per accumulare debiti per pagare i quali si trasferirà a Osaka per trovare un lavoro migliore che permetta di pagare le spese mediche e ciò porterà i due ragazzi ad una separazione temporanea. Infine i due riusciranno a ricongiungersi, anche se purtroppo dovranno dare l'addio a Sensei, ormai anziano e malato a sua volta.